# Église Saint-Denis d'Hallencourt
L'église Saint-Denis d'Hallencourt est une église catholique située au centre du bourg d'Hallencourt, dans le département de la Somme, en France, à l'ouest d'Amiens.

## Historique
L'église d'Hallencourt a été construite aux XVe et XVIe siècles. Elle est protégée au titre des monuments historiques, avec classement par arrêté du 23 mars 1942.

## Caractéristiques
Construite en pierre, l'église d'Hallencourt est de style gothique flamboyant. Elle se compose d'une nef et d'un chœur et n'a pas de transept. Le clocher-porche est coiffé d'une flèche recouverte d'ardoises. Les voûtes du chœur sont en pierre avec des clefs pendantes. La nef est voûtée de bois. L'église conserve un certain nombre de sculptures : statue en bois de sainte Catherine, statue de saint Denis, céphalophore en pierre et bois peint (1478), haut-relief polychrome représentant le Christ en croix avec quatre saints ou évêques en pierre. Ces objets sont classés monuments historiques en 1985.

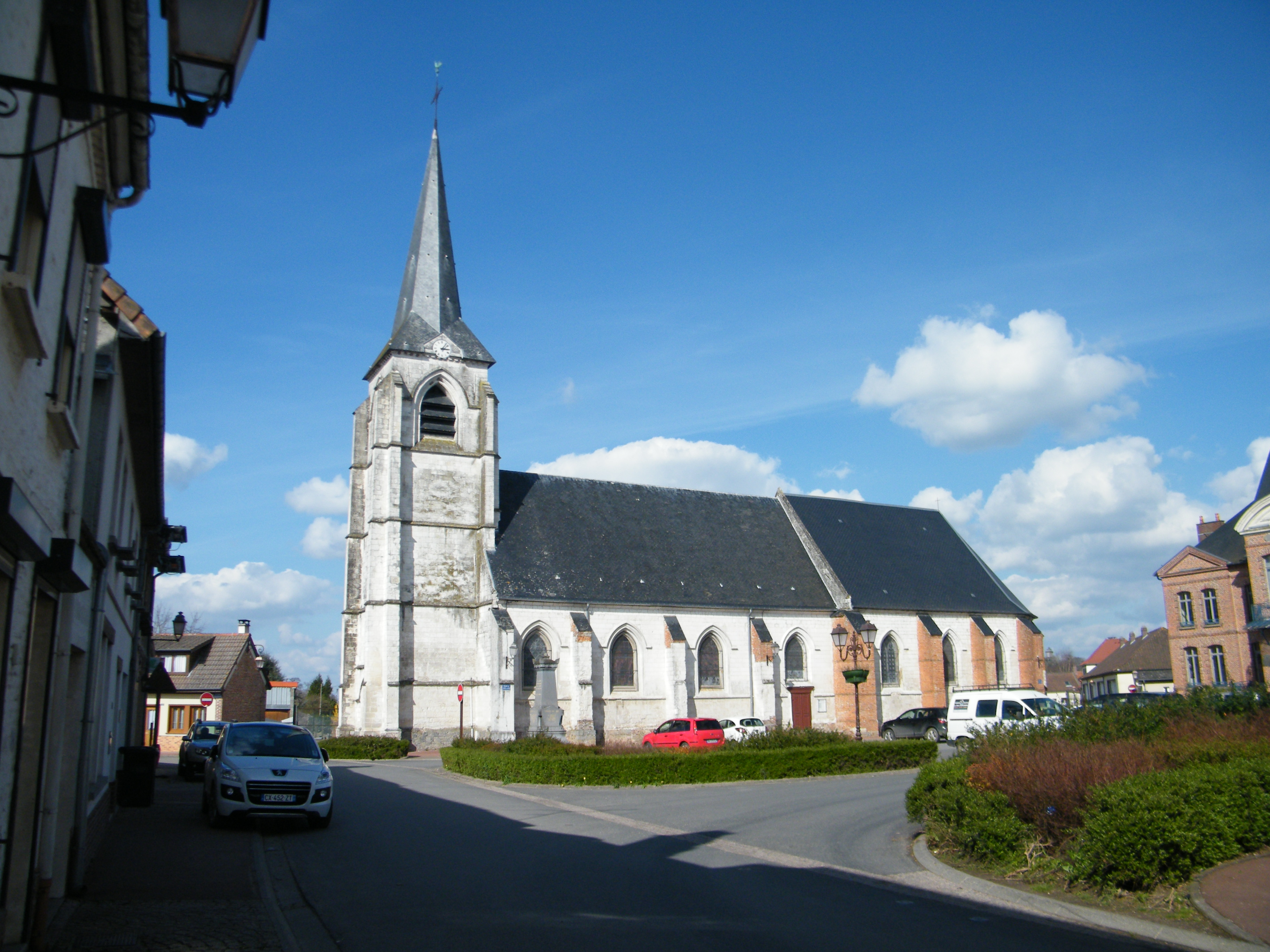
L'église Saint-Denis, côté sud.
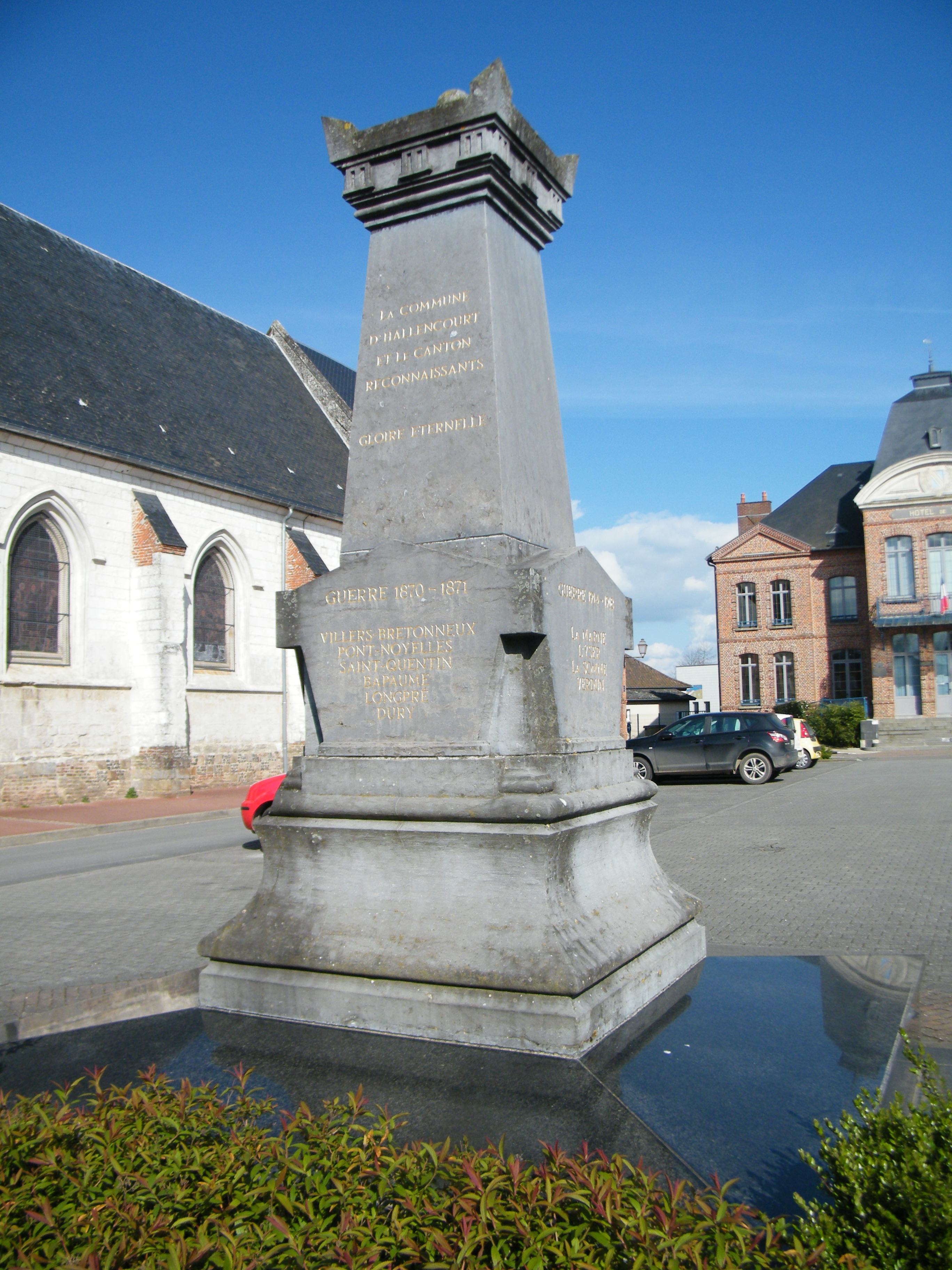
Le monument aux morts voisine l'église.
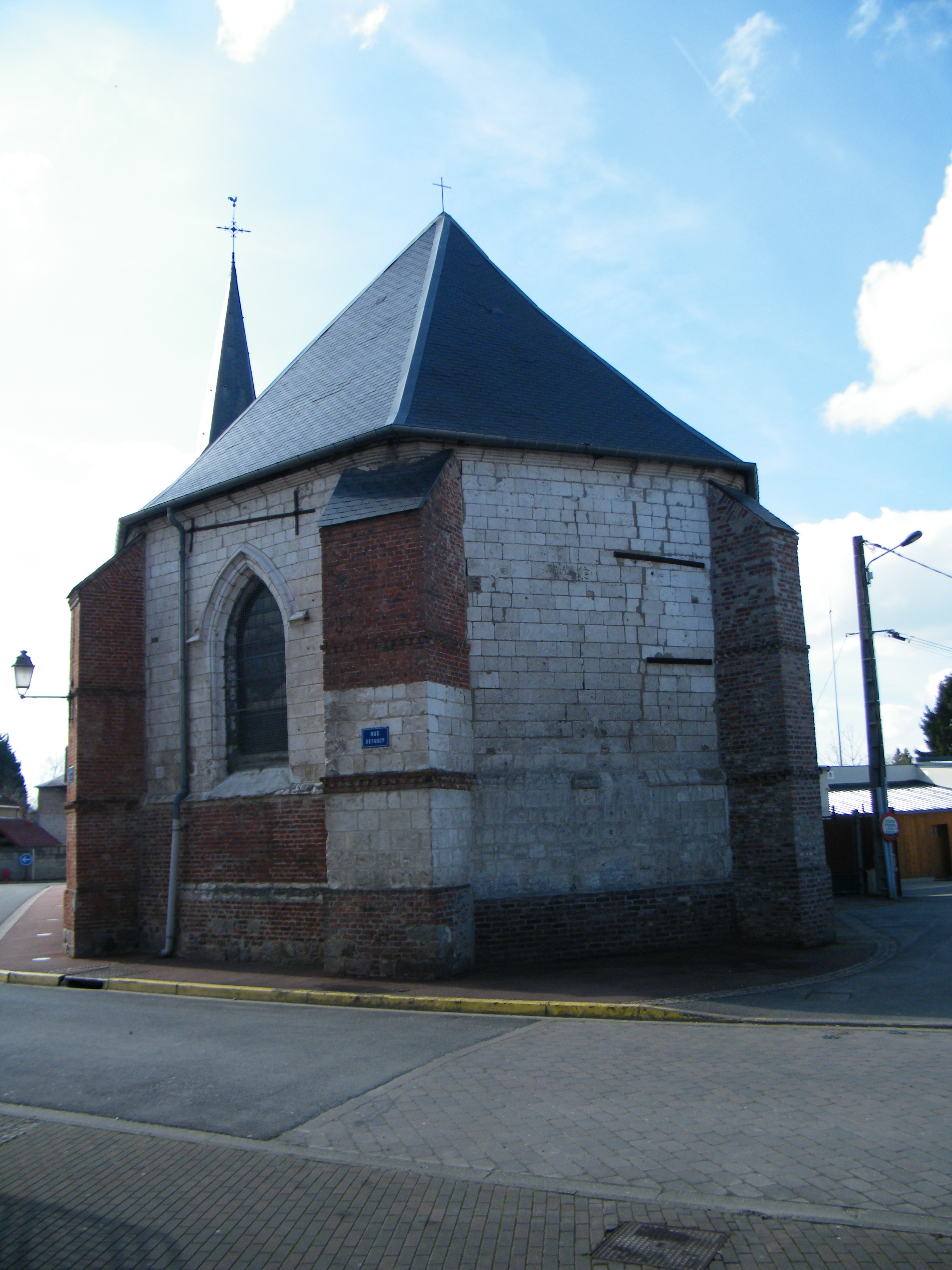
Le chevet de l'église.